# Jaromír Šindel
Jaromír Šindel (* 30. listopadu 1959, Ostrava, Československo) je český hokejový trenér a funkcionář a bývalý československý hokejový brankář.

## Rodina
Jeho syn Jakub Šindel je bývalý hokejový útočník. Jeho dcera Magdalena Kotíková je bývalá florbalová útočnice, reprezentantka a trenérka.

## Klubová kariéra
V nejvyšší lize poprvé nastoupil v sezóně 1977/78, kdy byl třetím brankářem týmu TJ Vítkovice. Zde setrval do roku 1985. Následně přestoupil do Dukly Jihlava, kde odehrál dvě sezóny. V sezoně 1989/90 působil v pražské Spartě. V roce 1990 přestoupil do finského klubu Pelicans Lahti. Po dvou letech přestoupil do konkurenčního Tappara Tampere. V roce 1994 ukončil aktivní kariéru.

## Reprezentace
Zúčastnil se pěti mistrovství světa (1981, 1985, 1986, 1987, 1989), dvou olympijských her (1984 – stříbro, 1988 – 6. místo) a dvou Kanadských pohárů (1984, 1987).

## Trenérská kariéra
Po ukončení hráčské kariéry v roce 1994 vedl muže Slavie, poté pracoval v mládežnických celcích české reprezentace. Ke konci sezony 2001/2002 byl osloven beznadějně posledním extraligovým Kladnem, které měl připravit na barážové zápasy. Vzhledem k velké marodce se však týmu nepodařilo udržet nejvyšší soutěž. V následném roce byl v kladenském A-týmu nahrazen Zdeňkem Müllerem, v Kladně však dále působil u mládeže. Celkem třikrát zde jako trenér získal s juniory titul mistra republiky. Později působil u mužů v Ústí nad Labem, byl manažerem Mladé Boleslavi, která se dostala do extraligy. V následném ročníku ji jako trenér pomohl udržet se v extralize. Poté se vrátil k reprezentaci 18letých, později se stal sportovním manažerem Ústí nad Labem, kde od roku 2012/2013 působil jako trenér. V sezoně 2013/14 se však týmu nedařilo a Šindel byl tak ze střídačky 19. listopadu 2013 odvolán a nahrazen Milanem Skrbkem.